# Mecosaspis maynei
Mecosaspis maynei är en skalbaggsart som beskrevs av Pierre Lepesme och Stefan von Breuning 1955. Mecosaspis maynei ingår i släktet Mecosaspis och familjen långhorningar. Inga underarter finns listade i Catalogue of Life.